# Bathygnathus
Bathygnathus là một chi synapsida pelycosauria với một loài duy nhất được biết đến, Bathygnathus borealis, sống cách nay 270 triệu năm (Ma) vào thời kỳ Tiền Permi.